# 마누 법전
마누 법전 또는 마누스므리티(산스크리트어: मनुस्मृति), 마나바 다르마샤스트라는 힌두교의 많은 다르마샤스트라 중 하나인 율법전 및 헌법전 중 하나이다.
마누 법전의 필사본은 50여 개가 알려져 있지만, 18세기 이래로 가장 먼저 발견되고 가장 많이 번역되었으며 정본으로 추정되는 것은 "쿨루카 바타 주석이 달린 콜카타(구 캘커타) 필사본"이다. 현대 학자들은 이러한 정본 추정이 잘못되었으며, 인도에서 발견된 마누 법전의 다양한 필사본들이 서로 일치하지 않는다고 말한다.
산스크리트어로 된 운문 텍스트는 기원전 2세기에서 기원후 2세기로 거슬러 올라가며, 마누(스와얌부바)와 브리구가 의무, 권리, 법률, 행위, 미덕과 같은 다르마 주제에 대해 강론하는 형식으로 제시된다. 이 텍스트의 영향력은 역사적으로 인도 밖으로 퍼져나가 현대 캄보디아와 인도네시아의 힌두 왕국에 영향을 미쳤다.
1776년, 마누 법전은 영국의 문헌학자 윌리엄 존스 경에 의해 영어로 번역된 최초의 산스크리트어 텍스트 중 하나가 되었다(원래의 산스크리트어 책은 발견되지 않았다). 마누 법전은 영국 동인도 회사가 통치하던 지역의 힌두 법전을 만드는 데 사용되었다.

## 명칭
마누 법전이라는 제목은 비교적 현대적인 용어이며 후기 혁신으로, 텍스트가 운문 형식으로 되어 있기 때문에 아마도 만들어진 것으로 보인다. 발견된 50개 이상의 텍스트 필사본에서는 이 제목을 사용하지 않지만, 각 장의 마지막에 있는 판권장에서 제목을 마나바 다르마샤스트라(산스크리트어: मानव धर्मशास्त्र)로 명시한다. 현대 학계에서는 이 두 제목이 같은 텍스트를 지칭하는 것으로 본다.

## 연대
18세기 문헌학자 존스와 카를 빌헬름 프리드리히 슐레겔은 마누 법전의 연대를 각각 기원전 1250년경과 기원전 1000년경으로 보았는데, 이는 이후의 언어 발달로 볼 때 이 텍스트의 언어가 우파니샤드와 같은 후기 베다 텍스트보다 후대에 속해야 하므로 유지될 수 없는 주장이다. 우파니샤드 자체도 기원전 500년경으로 몇 세기 후에 해당한다. 후대 학자들은 이 텍스트의 연대를 기원후 1세기 또는 2세기 사이로 옮겼다. 올리벨은 화폐학적 증거와 벌금으로 금화가 언급된 점을 고려할 때 이 텍스트가 기원후 2세기 또는 3세기로 거슬러 올라갈 수 있다고 덧붙인다. 그러나 대부분의 학자들은 기원전 200년에서 기원후 200년 사이에 작성되었다는 데 동의한다.
대부분의 학자들은 이 텍스트를 오랜 기간 동안 많은 저자들이 함께 만들어낸 복합적인 작품으로 간주한다. 올리벨은 다양한 고대 및 중세 인도 텍스트에서 10만 절과 1,080장으로 된 원본 텍스트에서 개정 및 편집본이 파생되었다고 주장한다. 그러나 올리벨에 따르면 현재 사용되는 텍스트 버전은 단일 저자 또는 연구 조교를 둔 회장의 작업일 가능성이 높다.
올리벨은 마누 법전이 새로운 문서가 아니라고 말한다. 즉, 다른 텍스트를 기반으로 하며 고대 인도에서 "축적된 지식의 결정체"를 반영한다. 마누 법전 내 이론적 모델의 뿌리는 적어도 두 개의 선행하는 샤스트라에 의존한다: 아르타(국가 통치와 법적 절차)와 다르마(의무, 권리, 법률, 행동, 미덕 등 다양한 다르마수트라에서 논의되는 마누 법전보다 오래된 고대 인도 개념). 그 내용은 베다 시대의 칼파수트라에서 유래하며, 이는 그리햐수트라와 다르마수트라로 구성된 스마르타수트라의 발달로 이어졌다. 마누 법전의 기본 텍스트에는 이러한 수많은 수트라가 포함되어 있으며, 이들은 모두 서기 이전 시대의 것이다. 이 고대 텍스트 중 대부분은 현재 소실되었고, 아파스탐바, 가우타마, 바우다야나, 바시시타의 법전 네 가지만이 남아 있다.

## 구조
이 텍스트의 고대 버전은 12개의 아드햐야(장)로 세분되었지만, 원본 텍스트에는 그러한 구분이 없었다. 이 텍스트는 다양한 주제를 다루며, 한 주제의 끝과 다음 주제의 시작을 알리는 "전환 구절"을 사용하는 점에서 고대 인도 텍스트 중 독특하다. 이 텍스트는 크게 네 부분으로 나눌 수 있으며, 각 부분은 길이가 다르고 다시 하위 섹션으로 나뉜다:
1. 세계의 창조
2. 다르마의 원천
3. 네 가지 사회 계급의 다르마
4. 카르마의 법칙, 환생과 최종 해탈

이 텍스트는 운문 형식의 메트릭 슐로카(절)로 구성되어 있으며, 고귀한 스승과 다르마의 다양한 측면에 대해 배우기를 열망하는 제자들 간의 대화 형식으로 되어 있다. 처음 58개 절은 텍스트에서 마누에게 귀속되며, 나머지 2천 개 이상의 절은 그의 제자인 브리그에게 귀속된다. 올리벨은 하위 섹션을 다음과 같이 나열한다:

### 법의 원천
다르마스야 요니(법의 원천)는 24개 절과 1개의 전환 절로 구성되어 있다. 이 절들은 텍스트가 적절하고 정당한 법의 원천이라고 간주하는 내용을 명시한다:
वेदोऽखिलो धर्ममूलं स्मृतिशीले च तद्विदाम् । आचारश्चैव साधूनामात्मनस्तुष्टिरेव च ॥
번역 1: 전체 베다는 성스러운 법의 (첫 번째) 원천이며, 다음으로 전통과 (베다를 더 아는) 사람들의 미덕적 행동, 성스러운 사람들의 관습, 그리고 (마지막으로) 자기 만족 (아트마나 산투슈티)이다.

번역 2: 다르마의 뿌리는 전체 베다이며, (그리고) (베다를 아는) 사람들의 전통과 관습, 덕 있는 사람들의 행동, 그리고 자신에게 만족스러운 것이다.
— 마누 법전 2.6

वेदः स्मृतिः सदाचारः स्वस्य च प्रियमात्मनः । एतच्चतुर्विधं प्राहुः साक्षाद् धर्मस्य लक्षणम् ॥
번역 1: 베다, 신성한 전통, 덕 있는 사람들의 관습, 그리고 자기 자신의 즐거움은 신성한 법을 정의하는 네 가지 수단이라고 선언한다.

번역 2: 베다, 전통, 선한 사람들의 행동, 그리고 자신에게 만족스러운 것 – 이것이 다르마의 네 가지 특징이라고 말한다.
— 마누 법전 2.12

레빈슨에 따르면, 마누 법전의 이 부분은 다른 힌두 법전과 마찬가지로 아트마나 산투쉬티(자신의 양심의 만족), 사다차라(덕 있는 개인의 지역 규범), 스므리티, 슈루티를 포함한 다르마의 네 가지 원천을 포함한다.

### 네 가지 바르나의 다르마
- 3.1 법률 관련 규칙 (2.25 – 10.131)
  - 3.1.1 정상 시 행동 규칙 (2.26 – 9.336)
    - 3.1.1.1 브라만의 네 가지 다르마 (2.26 – 6.96) (마누 법전에서 가장 긴 섹션인 3.1, 다르마비디라 불림)[19]
    - 3.1.1.2 왕의 행동 규칙 (7.1 – 9.324) (960절 포함, 국가 기관 및 관료 설명, 관료 임명 방법, 세금 법규, 전쟁 규칙, 왕의 역할 및 권력 한계, 계약 불이행, 계약 위반, 임금 미지급, 재산 분쟁, 상속 분쟁, 모욕 및 명예훼손, 신체적 폭행, 절도, 모든 형태의 폭력, 상해, 여성에 대한 성범죄, 공공 안전 등 18가지 소송 사유에 대한 긴 섹션 포함; 이 섹션은 증거 규칙, 증인 심문 규칙, 법원 시스템 조직도 포함)[27]
    - 3.1.1.3 바이샤와 수드라의 행동 규칙 (9.326 – 9.335) (가장 짧은 섹션으로, 바이샤에 대한 8가지 규칙, 수드라에 대한 2가지 규칙을 포함하지만, 이 두 계급에 적용되는 일부 법률은 2.26 – 9.324절에서 일반적으로 논의된다)[28]

  - 3.1.2 역경 시 행동 규칙 (10.1 – 11.129) (전쟁, 기근 또는 기타 비상 사태 시 국가 기구와 네 가지 바르나에 대한 수정된 규칙 포함)[29]
- 3.2 고행 관련 규칙 (11.1 – 11.265) (비례 처벌 규칙 포함; 벌금, 투옥 또는 사형 대신 특정 범죄에 대한 처벌 형태로 고행 또는 사회적 고립을 논의)[29]

6.97, 9.325, 9.336, 10.131절은 전환 절이다. 올리벨은 이 섹션의 주석에서, 추정되는 통속판과 비판판 모두에서 보간이나 삽입의 가능성이 있는 사례를 언급한다.

### 카르마요가의 결정
12.1, 12.2, 12.82절은 전환 절이다. 이 부분은 텍스트의 나머지 부분과 다른 스타일을 가지고 있어 이 전체 장이 나중에 추가된 것인지에 대한 의문을 제기한다. 이 장이 시간이 지남에 따라 광범위하게 수정되었다는 증거는 있지만, 전체 장이 후대 시대의 것인지는 불분명하다.
- 4.1 행동의 결과 (12.3–81) (행동과 결과, 개인의 책임, 해탈 – 최고의 개인적 행복 – 의 수단으로서의 행동에 대한 섹션)[31]
- 4.2 최고 선을 위한 행동 규칙 (12.83–115) (최고 선의 수단으로서의 카르마, 의무 및 책임에 대한 섹션)[31]

마누 법전의 마지막 구절은 다음과 같이 선언한다.

एवं यः सर्वभूतेषु पश्यत्यात्मानमात्मना । स सर्वसमतामेत्य ब्रह्माभ्येति परं पदम् ॥

그리하여 자신의 개별 영혼(자아, 아트만) 속에서 모든 존재에 존재하는 보편적 영혼을 인식하는 자는,

모든 존재에 대해 평등한 마음을 가지게 되고, 최고의 경지인 브라흐만에 이르게 된다.
— 마누 법전 12.125, 쿨루카 바타 주석이 달린 콜카타 필사본

## 내용
마누 법전의 구조와 내용은 주로 브라만(성직자 계급)과 크샤트리야(왕족, 행정 및 전사 계급)를 대상으로 한 문서임을 시사한다. 이 텍스트는 브라만을 위한 법률과 예상되는 미덕에 1,034절을 할애하며, 이는 가장 큰 부분이고, 크샤트리야에게는 971절을 할애한다. 이 텍스트에서 바이샤(상인 계급)와 수드라(장인 및 노동자 계급)에 대한 규칙 진술은 극히 간략하다. 올리벨은 이 텍스트가 "정치적 권력과 성직자적 이해관계" 사이의 균형을 다루기 위해 작성되었으며, 작성된 시기에 인도의 외세 침략이 증가했기 때문일 수 있다고 제안한다.

### 미덕과 추방에 대하여
마누 법전은 여러 절에서 미덕을 나열하고 권장한다. 예를 들어, 6.75절은 모든 사람에 대한 비폭력과 절제를 핵심 미덕으로 권장하며, 10.63절은 네 가지 바르나 모두가 어떤 생명체도 해치지 않고, 거짓을 삼가며, 타인의 재산을 전유하지 않아야 한다고 설교한다.
마찬가지로 올리벨에 따르면, 마누 스므리티의 일부 필사본들은 4.204절에서 권장되는 미덕으로 "연민, 인내, 진실성, 비폭력, 자제, 무욕, 명상, 평온, 온유함, 정직"을 주요 미덕으로, "정화, 희생, 금욕적인 수고, 베풀기, 베다 암송, 성기 제어, 의례, 금식, 침묵, 목욕"을 부수적인 미덕으로 나열한다. 올리벨에 따르면, 이 텍스트의 몇몇 필사본들은 다른 4.204절을 포함하며, 권장되는 미덕으로 "아무도 해치지 않는 것, 진실을 말하는 것, 순결, 정직, 훔치지 않는 것"을 중심적이고 주요한 것으로, "분노하지 않는 것, 스승에게 순종하는 것, 정화, 적당히 먹는 것, 경계심"을 바람직하고 부수적인 것으로 나열한다.
가장 많이 번역된 콜카타 필사본을 포함한 마누 법전의 다른 발견된 필사본들에서, 텍스트는 4.204절에서 야마와 같은 윤리적 계율, 예를 들어 아힘사(비폭력)는 지상적이며, 니야마와 같은 이쉬바라프라니다나(개인 신에 대한 명상)는 부차적이며, 야마를 실천하지 않고 니야마만을 따르는 자들은 추방된다고 선언한다.

## 중요성

### 개인의 선택, 행동, 도덕에 대하여
마누 법전은 개인이 자신과 타인에게 가져야 할 의무에 대한 다양한 구절을 포함하고 있으며, 따라서 도덕률뿐만 아니라 법률도 포함한다. 올리벨은 이것이 선진국에서 혼외자 출생에 대한 비공식적인 도덕적 우려와 동시에 혼외자녀에 대한 법적 보호가 이루어지는 현대적 대비와 유사하다고 말한다.
텍스트에서 다루는 개인의 행동은 광범위하다. 예를 들어, 2.51-2.56절은 수도승이 구걸을 다니며 구걸 음식을 모으고 먼저 스승에게 바친 다음 먹어야 한다고 권한다. 마누 법전은 사람이 얻는 모든 음식을 존경하고 경멸 없이 먹어야 하지만, 과식해서는 안 된다고 명시한다. 과식은 건강을 해치기 때문이다. 5.47절에서 텍스트는 사람이 자신이 사랑하는 일을 생각하고, 착수하며, 해치지 않고 수행할 때 일이 노력 없이 이루어진다고 명시한다.
수많은 구절은 육식의 관행, 그것이 생명체에게 해를 끼치는 방식, 그것이 왜 악한지, 그리고 채식주의의 도덕성에 관한 것이다. 그러나 올리벨은 텍스트가 자신의 양심에 대한 호소로서 도덕적 어조의 균형을 맞춘다고 말한다. 예를 들어, 올리벨이 번역한 5.56절은 "육식을 하거나, 술을 마시거나, 성관계를 하는 것은 잘못이 없다; 그것은 생명체의 자연스러운 활동이다. 그러나 그러한 활동을 삼가는 것은 가장 큰 보상을 가져온다"고 명시한다.

### 여성의 권리에 대하여
마누 법전은 여성의 권리에 대해 일관되지 않고 내부적으로 상충되는 관점을 제시한다. 예를 들어, 8.101-8.102절에서 이 텍스트는 여성이나 남성에 의해 결혼이 해소될 수 없다고 선언한다. 그러나 다른 섹션에서는 결혼 해소를 허용한다. 예를 들어, 9.72-9.81절은 남성이나 여성이 사기 또는 학대적인 결혼에서 벗어나 재혼하는 것을 허용한다. 이 텍스트는 또한 남편이 실종되었거나 그녀를 버렸을 때 여성이 재혼할 수 있는 법적 수단을 제공한다.
5.158-5.160절과 같이 과부에게 순결을 설교하고, 3.13-3.14절과 같이 여성이 자신의 사회 계층 밖의 사람과 결혼하는 것을 반대하는 반면, 2.67-2.69절과 5.148-5.155절과 같이 마누 스므리티는 소녀는 아버지의 보호를 구하고 순종해야 하며, 젊은 여성은 남편의, 과부는 아들의 보호를 구해야 한다고 설교한다. 또한 여성은 항상 남편을 신처럼 섬겨야 하며, 남성은 아내를 여신으로 여겨야 한다고 설교한다. 마누 법전의 3.55-3.56절에서 여성은 존경받아야 하며, "여성이 존경받는 곳에서는 신들이 기뻐하지만, 그렇지 않은 곳에서는 어떤 의식도 결실을 맺지 못한다"고 선언한다. 다른 곳에서는 5.148절에서 올리벨에 따르면, 텍스트는 "[여성은] 결코 독립적으로 살려고 해서는 안 된다"고 선언한다.
올리벨은 동시에 이 텍스트가 자신의 바르나 밖에서의 결혼(아눌로마와 프라틸로마 참조), 예를 들어 9.149-9.157절에서 브라만 남성과 수드라 여성 간의 결혼, 9.57-9.62절에서 과부가 결혼하지 않은 남성에게서 임신하는 경우, 여성이 연인과 도망가는 결혼 등 수많은 관행을 열거하며, 이러한 경우에 9.143-9.157절에서 재산 상속권과 같은 법적 권리와 그렇게 태어난 자녀의 법적 권리를 부여한다. 이 텍스트는 또한 기혼 여성이 남편이 아닌 다른 남성에게서 임신할 수 있는 상황을 명시하며, 8.31-8.56절에서 자녀의 양육권이 여성과 그녀의 법적 남편에게 속하며, 생물학적 아버지에게는 속하지 않는다고 결론짓는다.
마누 법전은 9.192-9.200절에서 여성에게 여섯 가지 유형의 재산에 대한 재산권을 부여한다. 여기에는 결혼 시 받은 재산, 도망치거나 끌려갔을 때 받은 선물, 결혼 전 사랑의 징표로 받은 선물, 친가족에게서 받은 선물, 결혼 후 남편에게서 받은 재산, 사망한 친척으로부터 상속받은 재산이 포함된다.
플라비아 아그네스는 마누 법전은 여성의 권리 관점에서 복잡한 주석이며, 영국 식민지 시대에 힌두교인에게는 마누 법전을, 무슬림에게는 이슬람 텍스트를 기반으로 한 여성 권리 법전화는 특정 측면을 선택하고 강조한 반면 다른 섹션은 무시했다고 말한다. 식민지 시대에 개인법을 이러한 방식으로 구성한 것은 마누 법전이 남아시아 여성 관련 문제에서 경전으로서의 역사적 역할에 대한 법적 허구를 만들어냈다.

### 국가 운영과 전쟁 규칙에 대하여
마누 법전 7장은 왕의 의무, 가져야 할 미덕, 피해야 할 악덕에 대해 논한다. 7.54-7.76절에서 텍스트는 대신, 대사 및 관료를 선정하는 데 따라야 할 원칙과 잘 요새화된 수도의 특징을 명시한다. 마누 법전은 이후 정당한 전쟁의 법률을 제시하며, 전쟁은 협상과 화해를 통해 우선적으로 피해야 한다고 명시한다. 마누 법전은 전쟁이 불가피할 경우 병사는 민간인, 비전투원 또는 항복한 사람을 해쳐서는 안 되며, 무력 사용은 비례적이어야 한다는 등의 규칙을 명시한다. 공정한 조세 지침은 7.127-7.137절에 기술되어 있다.

## 다양한 필사본의 진정성과 불일치
옥스퍼드 대학교 출판부에서 2005년에 마누 법전을 번역한 패트릭 올리벨은 마누 법전 필사본의 추정된 진정성과 신뢰성에 대한 탈근대주의 학계의 우려를 표명한다. 그는 다음과 같이 기술한다(요약).
MDh [마누 스므리티]는 1794년 윌리엄 존스 경의 번역을 통해 서구 세계에 소개된 최초의 인도 법률 텍스트였다. ... 졸리의 판본을 제외한 모든 MDh 판본은 쿨루카의 주석이 포함된 [콜카타] 필사본에서 발견된 텍스트를 재현한다. 나는 이것을 "불가타 버전"이라고 불렀다. 존스(1794), 버넬(1884), 뷸러(1886), 도니거(1991) 등 쿨루카의 버전이 반복적으로 번역되었다. ...
쿨루카 텍스트의 진정성에 대한 믿음은 버넬(1884, xxix)에 의해 공개적으로 표명되었다: "따라서 인도와 유럽 학자들이 채택한 쿨루카 바타의 수용된 텍스트가 대체로 원본 텍스트에 매우 가깝다는 것은 의심의 여지가 없다." 이것은 사실과 거리가 멀다. 실제로 내 편집 작업의 가장 큰 놀라움 중 하나는 내가 대조한 50개 이상의 필사본 중 핵심 읽기에서 불가타를 따르는 것이 얼마나 적은지 발견한 것이다.
— 패트릭 올리벨, 마누 법전 (2005)

다른 학자들은 불일치를 지적하고 구절의 진정성, 그리고 구절이 나중에 원본에 변경, 삽입 또는 보간된 정도에 대해 의문을 제기했다. 예를 들어, 신하(Sinha)는 마누 법전의 2,685개 구절 중 절반 미만, 즉 1,214개 구절만이 진짜일 수 있다고 말한다. 더 나아가, 구절들은 내부적으로 일관성이 없다. 예를 들어, 마누 법전의 3.55-3.62절과 같은 구절은 여성의 지위를 찬양하는 반면, 9.3절과 9.17절과 같은 구절은 그 반대이다. 가네샤와 관련된 구절과 같이 마누 법전에서 발견되는 다른 부분들은 현대 시대의 삽입과 위조이다. 로버트 E. 반 보르스트는 3.55-60절이 가정 내 여성에 대한 존중에 관한 것일 수 있지만, 강력한 가부장적 체제 내에서 그렇다고 말한다.
넬슨은 1887년 영국령 인도의 마드라스 고등법원에 제출한 법률 의견서에서 다음과 같이 말했다. "마누 법전 자체에 다양한 모순과 불일치가 있으며, 이러한 모순은 그러한 주석이 따르도록 법적 원칙을 명시한 것이 아니라 단지 권고적 성격이었다고 결론 내리게 한다." 마하트마 간디는 마누 법전 내에서 관찰된 불일치에 대해 다음과 같이 언급했다.
나는 마누 스므리티를 샤스트라의 일부로 간주한다. 그러나 그것이 마누 스므리티라고 기술된 책에 인쇄된 모든 구절을 맹목적으로 믿는다는 의미는 아니다. 인쇄된 책에는 너무나 많은 모순이 있어서, 한 부분을 받아들이면 그것과 완전히 일치하지 않는 부분은 거부할 수밖에 없다. ... 아무도 원본 텍스트를 소유하고 있지 않다.
— 마하트마 간디, 한 아디 드라비다인의 어려움

## 주석서
중세 시대에 마누 법전에 대한 수많은 고전 주석서가 작성되었다.
바루치는 마누 법전에 대한 가장 오래된 알려진 주석가이다. 케인은 그를 10세기 후반 또는 11세기 초반의 인물로 보았고, 올리벨은 그를 8세기로, 데렛은 그를 기원후 600년에서 800년 사이의 인물로 보았다. 이 세 가지 의견을 종합하면 바루치는 기원후 7세기 초부터 11세기 초까지의 인물로 볼 수 있다. 바루치의 주석서인 마누 샤스트라 비바라나는 영국 식민지 시대부터 유통된 쿨루카-콜카타 통속판보다 훨씬 적은 수의 구절을 포함하며, 소실된 것으로 추정되는 더 오래된 텍스트들을 언급한다. 이 주석서는 라자-비말라라고도 불리며, J. 던컨 M. 데렛은 바루치가 다른 주석가들보다 "자신의 자료의 역사적 의도에 더 충실했다"고 말한다.
메다티티의 마누 법전 주석서는 널리 연구되었다. 뷸러, 케인, 링가트와 같은 학자들은 그가 북인도, 아마도 카슈미르 지역 출신이라고 믿는다. 마누 법전에 대한 그의 주석서는 9세기에서 11세기경으로 추정된다.
고빈다라자의 주석서인 마누티카는 11세기 마누 법전 주석서로, 지무타바하나와 락스미다라가 언급했으며, 올리벨은 쿨루카가 표절했다고 말한다.
쿨루카의 주석서인 만바르탐묵타발리는 그의 마누 법전 필사본과 함께 18세기 영국 식민지 관리들이 캘커타에서 발견한 이래 "통속판" 또는 기본 표준이자 가장 많이 연구된 버전이었다. 올리벨에 따르면, 이 주석서가 가장 많이 복제되고 유명한 이유는 가장 오래되거나 탁월해서가 아니라 가장 먼저 발견된 운 좋은 버전이기 때문이라고 한다. 올리벨은 13세기에서 15세기 사이로 추정되는 쿨루카 주석서가 대부분 11세기경 고빈다라자 주석서의 표절이지만, 쿨루카의 고빈다라자 비판을 포함하고 있다고 덧붙인다.
나라야나의 주석서인 만바르타비브리티는 아마 14세기경의 것으로 저자에 대해 알려진 바는 거의 없다. 이 주석서에는 많은 이본이 포함되어 있으며, 올리벨은 2005년 마누 법전 비판본을 준비하는 데 유용하게 사용했다.
난다나는 남인도 출신이며, 그의 주석서인 난디니는 남부 지역의 마누 법전 버전과 그 해석에 대한 유용한 기준점을 제공한다.
다른 알려진 중세 시대 마누 법전 주석서로는 사르바즈나나라야나, 라가바난다, 라마찬드라의 주석서가 있다.

## 역사적 중요성 및 역할

### 고대 및 중세 인도에서
학자들은 마누 법전이 고대 또는 중세 힌두 사회에서 법률서로 실제로 시행되었는지 의심한다. 데이비드 벅스바움은 "최고의 현대 동양학자들의 의견에 따르면, 마누 법전은 인도에서 실제로 시행된 일련의 규칙을 전체적으로 대표하지 않는다. 그것은 브라만의 관점에서 법이 되어야 할 이상적인 모습의 상당 부분을 차지한다"고 말한다.
도널드 데이비스는 "다르마샤스트라 [마누 스므리티]가 통치자나 어떤 국가에 의해 적극적으로 전파되거나 시행되었다는 역사적 증거는 없다 - 텍스트를 인식하고 존중하며 사용하는 다른 형태와는 구별된다. 다르마샤스트라를 법전으로, 그리고 그 저자들을 법률가로 생각하는 것은 그 역사에 대한 심각한 오해이다." 다른 학자들도 구자라트주, 케랄라주, 타밀나두주의 중세 힌두 왕국에서 나온 금석학적, 고고학적, 문헌적 증거를 바탕으로 동일한 견해를 표명했으며, 마누 법전이 남아시아 법률 역사에 영향을 미치고 이론적 자원이 되었음을 인정했다.

### 인도 밖에서
앤서니 리드에 따르면 다르마샤스트라, 특히 마누 법전은 미얀마의 와레루 담마탓, 시암(태국), 캄보디아, 자바-발리(인도네시아)에서 "왕들이 지켜야 할 자연 질서의 정의로운 문서"로 크게 존경받았다. "이 문서들은 미얀마와 시암에서는 원문에 엄격히 준수하여 복사, 번역, 현지 법전으로 통합되었고, 자바(인도네시아)에서는 현지 필요에 맞게 조정하는 경향이 더 강했다." 그러나 동남아시아의 중세 시대 파생 텍스트와 마누 법전 필사본은 영국령 인도에서 처음 사용된 이래로 사용되어 온 "통속판" 버전과는 상당히 다르다. 후커는 당시 존재했던 마누 법전이 동남아시아 사람들의 법률 텍스트의 역사적 토대로서 매우 중요했다고 말한다.

### 영국령 인도에서
영국 식민지 통치 이전에 남아시아 무슬림을 위한 샤리아(이슬람 법)는 파타와-에-알람기리로 법전화되었지만, 힌두교도, 불교도, 시크교도, 자이나교도, 파르시교도와 같은 비무슬림을 위한 법은 인도 대륙의 일부 지역에서 최대 600년간 이슬람 통치를 경험했음에도 불구하고 법전화되지 않았다. 영국 식민지 관리들이 도착하면서 마누 법전은 남아시아의 비무슬림을 위한 법률 시스템을 구축하고 고대 및 중세 인도 사회에 대한 서구의 초기 인식을 형성하는 데 역사적인 역할을 했다.
18세기, 영국 동인도 회사의 초기 영국인들은 무굴 황제의 대리인으로 활동했다. 영국 식민지 통치가 인도의 정치 및 행정 권력을 장악하면서 입법 및 사법 기능과 같은 다양한 국가적 책임을 맡게 되었다. 영국 동인도 회사와 이후 영국 왕실은 무역을 통해 영국 주주들의 이익을 추구하는 동시에 최소한의 군사적 개입으로 효과적인 정치적 통제를 유지하려고 했다. 행정부는 가장 저항이 적은 길을 택하여, 다양한 번왕국에서 대부분 무슬림과 일부 힌두교도였던 협력적인 현지 중개인에게 의존했다. 영국은 현지 중개인들이 설명하는 법률 관행에 간섭하지 않고 적응함으로써 권력을 행사했다. 따라서 무슬림을 위한 기존 법률 텍스트와 부활한 마누 법전 필사본은 식민지 국가가 식민지 이전의 종교 및 정치 법률과 갈등을 19세기 후반까지 유지하는 데 도움이 되었다. 예를 들어, 인도의 개인 법률 시스템에 대한 식민지 정책은 1772년 헤이스팅스 총독에 의해 다음과 같이 표현되었다.
상속, 결혼, 카스트 및 기타 종교적 관습이나 제도에 관한 모든 소송에서, 마호메트교도 [무슬림]에 대해서는 코란의 법이, 젠투 [힌두교도]에 대해서는 샤스터의 법이 항상 준수되어야 한다.
— 워런 헤이스팅스, 1772년 8월 15일

인도의 무슬림에게 영국은 아우랑제브의 후원 아래 작성된 알-시라지야와 파타와-이 알람기리와 같은 텍스트를 기반으로 샤리아를 무슬림의 법전으로 받아들였다. 힌두교 및 불교, 시크교, 자이나교, 파르시교와 같은 다른 비무슬림들에게는 이 정보가 제공되지 않았다. 영국 식민지 관리들은 마누 스므리티에서 힌두법의 본질을 도출했으며, 1794년에 번역된 최초의 다르마샤스트라가 되었다. 영국 식민지 관리들은 실제 적용을 위해 다르마샤스트라에서 영국식 법률 및 종교 범주를 추출하려 노력했다.
그러나 영국 식민지 관리들은 마누 스므리티를 법전으로 오해했고, 그것이 도덕과 법률에 대한 주석이지 실정법의 진술이 아니라는 사실을 인식하지 못했다. 19세기 초의 식민지 관리들은 또한 마누 스므리티가 많은 경쟁 다르마샤스트라 텍스트 중 하나였으며, 인도 이슬람 통치 기간 동안 수세기 동안 사용되지 않았다는 사실을 인식하지 못했다. 관리들은 마누 스므리티를 부활시켜 비무슬림을 위한 실정법 조항을 텍스트에서 구성했는데, 이는 남아시아 무슬림 인구를 위해 샤리아를 사용하는 정책을 고수하기 위함이었다. 따라서 마누 스므리티는 앵글로-힌두 법을 구축하고, 식민지 시대부터 고대 및 중세 시대 힌두 문화에 대한 서구의 인식을 형성하는 데 중요한 역할을 했다. 압둘라히 아흐메드 안나임은 식민지 시대 인도 통치에서 마누 스므리티의 중요성과 역할에 대해 다음과 같이 요약한다.

[영국] 식민지 정부는 1772년에 힌두교 및 이슬람 법률을 법전화하기 시작하여 다음 세기까지 계속되었는데, 이는 힌두교도와 무슬림의 법률과 관습의 진정한 "원천"으로 특정 텍스트를 강조함으로써 실제로 그 역동적인 사회 시스템을 평가 절하하고 지연시켰다. 복잡하고 상호 의존적인 전통 시스템의 법전화는 예를 들어 여성의 지위와 같은 특정 측면을 끊임없이 진화하는 사회 및 경제적 관계의 맥락 밖에서 고정시켰고, 이는 실질적으로 여성의 권리를 제한하거나 제약했다. 식민지 당국이 법률을 이해하기 위해 힌두교 및 무슬림 종교 엘리트의 도움을 구한 과정의 선택성은 관습법의 브라만화 및 이슬람화 [영국령 인도]로 이어졌다. 예를 들어, 영국 동양학자 윌리엄 존스는 1792년에 핵심 텍스트인 알 시라지야를 무함마드 상속법으로, 1794년에 마누 스므리티를 힌두 법률 기관 또는 마누 법령으로 번역했다. 요컨대, 영국 식민지 관리들은 수세기 동안 활발하게 발전한 전체적인 윤리적, 종교적, 사회적 시스템을 그들 자신의 미리 형성된 유럽인의 무슬림 및 힌두 "법률"에 대한 개념에 맞추기 위해 축소시켰다.
— 압둘라히 아흐메드 안나임, 이슬람과 세속 국가: 샤리아의 미래 협상

힌두학 저널에 기고한 또 다른 학자 수프리야 간디는 다음과 같이 언급한다.
...어떤 역사적 지위를 가졌든, 오늘날 대부분의 학자들은 마누 스므리티가 (Dirks, 2001: 34) 초기 영국 통치 하에서만 "적용되는" 법률 문서로서 전례 없는 지위를 얻었다는 데 동의한다. 윌리엄 존스 경은 영국 왕실이 임명한 벵골 대법원의 판사였는데, 그가 마누 스므리티를 힌두 법률 기관으로 지지하면서 (Rocher, 2010), 마누 스므리티는 인도의 실제 지위, 즉 사람들의 인식과 관습에 대한 수용도에 비해 불균형한 지위를 얻었다.— 수프리야 간디, 아우랑제브 시대 인도의 다르마샤스트라: 야즈나발캬 스므리티와 미타카샤라의 페르시아어 번역, 

## 다른 다르마샤스트라와의 비교
마누 스므리티(마나바 다르마샤스트라)와 함께 고대 인도에는 존 보우커에 따르면 18개에서 36개에 이르는 경쟁적인 다르마샤스트라가 있었다. 이들 텍스트 중 다수는 완전히 또는 부분적으로 소실되었지만, 다른 고대 인도 텍스트에서 언급되어 특정 지역이나 시기에 영향력이 있었음을 시사한다. 수많은 법학 관련 주석서와 스므리티 텍스트 중, 마누 스므리티와 오래된 다르마 수트라 외에 야즈나발캬 스므리티가 많은 학자들의 주목을 받았으며, 그 다음으로 나라다 스므리티와 파라샤라 스므리티(가장 오래된 다르마-스므리티)가 주목받았다. 고세와 다른 학자들에 따르면, 증거는 야즈나발키야 스므리티가 통치와 실제 적용에 있어 마누 스므리티보다 더 많이 참조된 텍스트였음을 시사한다. 이 텍스트는 작성 연대가 불분명하지만 마누 스므리티보다 몇 세기 후일 가능성이 높으며, 더 "간결하고, 체계적이며, 정제되고, 자유주의적"이다. 조이스에 따르면,

18가지 법률 제목에 관하여, 야즈나발키야는 마누와 동일한 패턴을 약간의 수정과 함께 따른다. 여성의 상속권과 재산 소유권, 수드라의 지위, 형벌과 같은 문제에 있어 야즈나발키야는 마누보다 더 자유주의적이다. ... 그는 유효한 문서 작성, 저당권, 저당, 파트너십 및 합작 투자와 같은 주제를 소상히 다룬다.
— M. 라마 조이스, 인도의 법률 및 헌법사

조이스는 야즈나발키야 스므리티 텍스트의 자유주의적 진화가 고대 인도에서 불교의 영향을 받았을 수 있다고 제안한다. 야즈나발키야 텍스트는 수도원 조직, 토지 보조금, 증서 집행 및 기타 사항에 대한 장을 추가하여 마누 텍스트와도 다르다. 야즈나발키야 텍스트는 12세기 비갸네슈바라의 주석서인 미타크샤라에서 알 수 있듯이 중세 시대의 많은 힌두 왕국에서 더 많이 참조되었다.

## 현대적 수용
마누 스므리티는 평가와 비판의 대상이 되어왔다. 20세기 초 이 텍스트의 저명한 인도 비평가 중 한 명은 빔라오 람지 암베드카르로, 그는 마누 스므리티를 인도의 카스트의 원인으로 지목했다. 이에 대한 항의로 암베드카르는 1927년 12월 25일 마누 스므리티를 불태웠다. 암베드카르는 마누 스므리티를 비난했지만, 마하트마 간디는 책을 태우는 것에 반대했다. 후자는 카스트 차별이 영적, 국가적 성장에 해롭지만, 힌두교 및 마누 스므리티와 같은 텍스트와는 무관하다고 주장했다. 간디는 이 텍스트가 다양한 소명과 직업을 인정하고, 권리가 아닌 의무를 정의하며, 교사부터 관리인까지 모든 일이 똑같이 필요하고 똑같은 지위를 가진다고 주장했다. 간디는 마누 스므리티를 숭고한 가르침을 포함하지만, 불일치와 모순이 있는 텍스트이며, 원본 텍스트는 누구도 소유하고 있지 않다고 보았다. 그는 텍스트 전체를 읽고 "진실과 아힘사 (타인에게 비폭력 또는 비해)에 일치하는 마누 스므리티의 부분은 받아들이고 다른 부분은 거부해야 한다"고 권고했다.
마누 스므리티는 산스크리트어 학자들이 연구한 최초의 산스크리트어 텍스트 중 하나였다. 이 텍스트는 윌리엄 존스 경에 의해 처음으로 영어로 번역되었다. 그의 번역본은 1794년에 출판되었다. 이 번역에 대한 관심은 영국 행정상의 필요에 의해 장려되었는데, 그들은 이를 법률 코드로 믿었다. 사실, 로밀라 타파르는 이러한 것들이 법률 코드가 아니라 사회적, 의례적 텍스트였다고 말한다.
루이 자콜리오의 콜카타 판 "마누 법전" 번역본은 프리드리히 니체에 의해 검토되었다. 그는 이에 대해 호의적이고 비호의적인 평을 모두 남겼다.
- 그는 이 책을 기독교 성경보다 "비교할 수 없을 정도로 정신적이고 우월한 작품"으로 여겼으며, "책 전체에 태양이 빛난다"고 언급하고, 그 윤리적 관점을 "귀족 계급, 철학자, 전사들이 대중 위에 서 있다"는 점에 귀인했다.[102] 니체는 카스트 제도를 옹호하지 않지만, 데이비드 콘웨이에 따르면 마누 텍스트에 담긴 정치적 배제를 지지한다.[103] 니체는 마누의 사회 질서가 완벽하지 않다고 보았지만, 카스트 제도의 일반적인 아이디어를 자연스럽고 옳다고 여겼으며, "카스트 질서, 계급 질서는 삶 자체의 최고 법에 대한 공식일 뿐"이며, "자연 질서, 탁월한 합법성"이라고 말했다.[104][105] 니체에 따르면, 줄리안 영은 "자연, 즉 마누가 아니라, 서로를 분리한다: 주로 영적인 사람들, 근육과 기질적인 힘으로 특징지어지는 사람들, 그리고 두 가지 방식 모두에서 구별되지 않는 세 번째 집단의 사람들, 즉 평균적인 사람들."[104] 그는 "마누의 스타일로 법전을 준비한다는 것은 사람들에게 언젠가 주인이 되고, 완벽해지고, 삶의 최고의 예술을 열망할 권리를 주는 것을 의미한다"고 썼다.[105]
- 마누 법전은 니체에게 비판받기도 했다. 그는 "이 규제는 충분히 교훈적이다. 여기서 우리는 아리안 인류를 완전히 순수하고, 완전히 원시적인 상태에서 만난다. 우리는 '순수 혈통'이라는 개념이 해롭지 않은 개념과 반대된다는 것을 알게 된다."고 말했다.[106][107]

빔라오 람지 암베드카르는 마누 스므리티가 불교의 부상으로 인한 사회적 압력과 관련하여 푸시야미트라 숭가 시대에 브리그라는 현자에 의해 쓰여졌다고 주장했다. 그러나 역사가 로밀라 타파르는 이러한 주장을 과장된 것으로 간주한다. 타파르는 고고학적 증거가 푸시야미트라 숭가에 의한 불교 박해 주장에 의문을 제기한다고 썼다. 숭가 제국이 특정 시점에 불교 신앙을 지지했음은 바르후트 문(gateway)의 비문에서 언급된 "숭가족의 지배 기간 동안" 세워졌다는 내용으로 시사된다.
폴라드 외 다수는 마누 법전이 일련의 홍수 이후 사람들이 어떻게 사회를 재건할 수 있는지에 대한 질문에 답하기 위해 만들어졌다고 말한다. 아리아 사마지의 창시자인 스와미 다야난다 사라스와티는 이 텍스트를 진정하고 권위 있는 것으로 보았다. 이 텍스트의 다른 숭배자로는 애니 베전트가 있다.
프리드리히 니체는 "성경을 닫고 마누 스므리티를 열어라. 그것은 삶에 대한 긍정, 삶 속에서의 승리적이고 즐거운 감각을 담고 있으며, 마누와 같은 법전을 만드는 것은 자기 자신이 우위를 점하고, 완벽해지며, 최고의 삶의 예술을 열망하는 것을 허용하는 것을 의미한다."라고 말했다.

## 판본 및 번역
- 《Sacred Books of the East: The Laws of Manus》 XXV. 번역 Bühler, G. Oxford: Clarendon Press. 1886.
- 강가나트 자, Manusmriti with the Commentary of Medhatithi, 1920, ISBN 8120811550
- J. I. Shastri (ed.), Manusmriti with Kullukabhatta Commentary (1972–1974), reprinted by 모틸랄 바나르시다스, ISBN 978-8120807662.
- Olivelle, Patrick (2004). 《The Law Code of Manu》. New York: Oxford University Press. ISBN 0192802712.
- Olivelle, Patrick (2005). 《Manu's Code of Law: A Critical Edition and Translation of the Mānava-Dharmaśāstra》. Oxford: Oxford University Press. ISBN 0195171462.
- 프란지반 하리하르 판디아 (ed.), Manusmriti; With a commentary called Manvarth Muktavali by Kullooka Bhatt, Bombay, 1913.
- 라마찬드라 바르마 샤스트리, Manusmr̥ti: Bhāratīya ācāra-saṃhitā kā viśvakośa, Śāśvata Sāhitya Prakāśana, 1997. [{{{설명}}}]
- The Institutes of Hindu Law: Or, The Ordinances of Manu, Calcutta: Sewell & Debrett, 1796.

## 참고 문
- Flood, Gavin (1996). 《An Introduction to Hinduism》. Cambridge: Cambridge University Press. ISBN 0521438780.
- 〈The Laws of Manu〉. 《가톨릭 백과사전》. 뉴욕: 로버트 애플턴 사. 1913.
- Hopkins, Thomas J. (1971). 《The Hindu Religious Tradition》. Belmont, California: Wadsworth Publishing Company.[{{{설명}}}]
- Jha, Ganganath (1920). 《Manusmṛti with the Manubhāṣya of Medhātithi》. Motilal Banarsidass Publishers. ISBN 8120811550.
- Keay, John (2000). 《India: A History》. New York: Grove Press. ISBN 0802137970.
- Kulke, Hermann; Rothermund, Dietmar (1986). 《A History of India》. New York: Barnes & Noble. ISBN 0880295775.
- Olivelle, Patrick (2010). 〈Dharmasastra: A Literary History〉.   Lubin, Timothy; Krishnan, Jayanth; Davis, Jr. Donald R. 《Law and Hinduism: An Introduction》. Cambridge University Press. ISBN 978-0521716260.
- Thapar, Romila (2002). 《Early India: From the Origins to AD 1300》. Berkeley, California: University of California Press. ISBN 0520242254.